# 八王子盆地

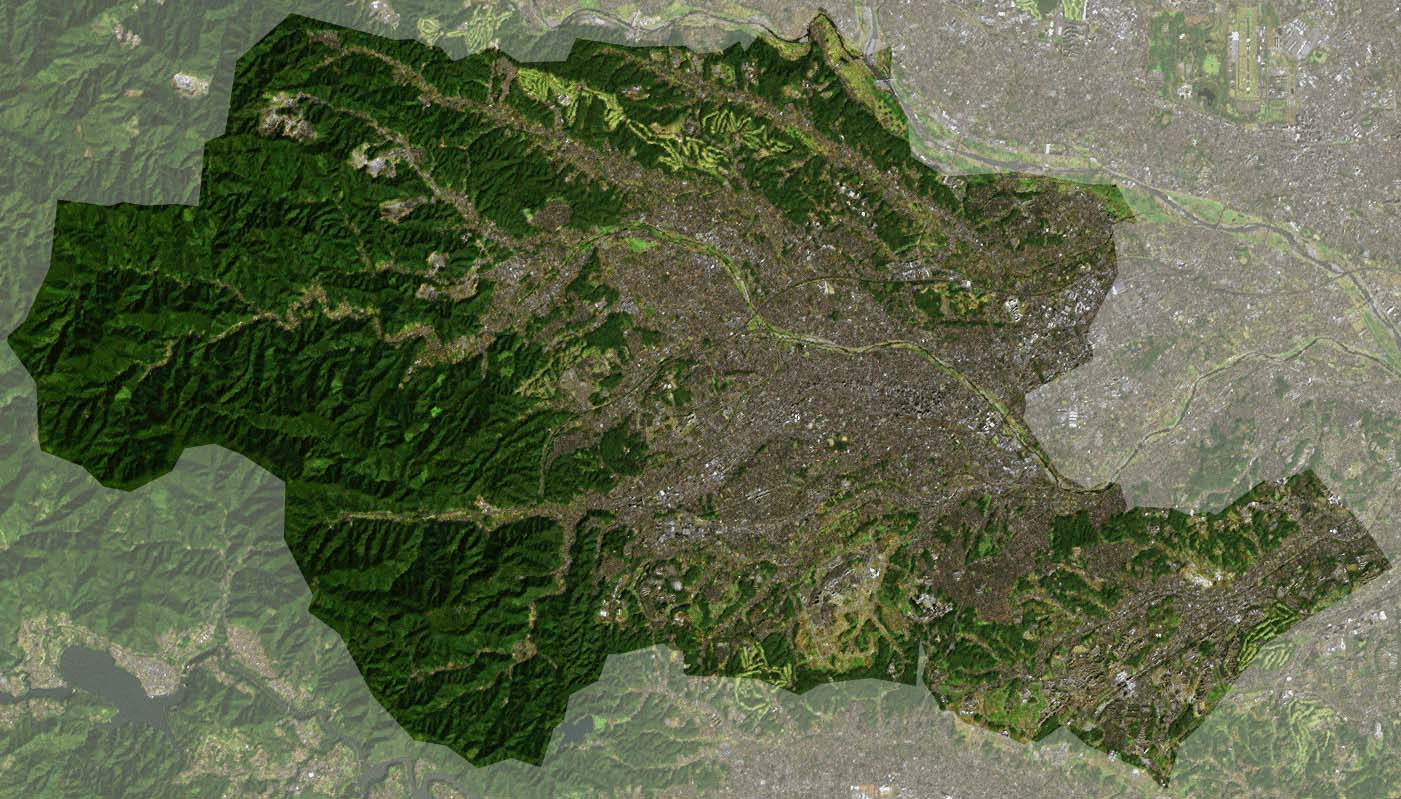
八王子市域の地形。中央の市街化が最も進んだ浅川流域が八王子盆地。

八王子盆地（はちおうじぼんち）は、東京都八王子市の中央部分を占める、北西方向から南東方向へ緩やかに傾斜している、長さおよそ3.5キロメートル、幅およそ2.5キロメートルの小規模な盆地。標高は概ね100メートル前後であり、南の多摩丘陵と北の加住丘陵の中間地帯で、浅川が東流しているが、東側には日野台地があるため、盆地の出口は狭くなっている。盆地内は、現在では大部分が市街地化されているが、もともと北浅川、南浅川、川口川などが形成した扇状地が大部分を覆い、砂礫が厚く堆積しているため水田耕作に適さない土地が多く、かつては桑畑を設けて養蚕を行なうことが盛んな地域であった。
気候は盆地の特性上、夏・冬で気温差が激しい。